# Honda PC 800
Die Pacific Coast, kurz PC 800 ist ein Tourenmotorrad des japanischen Herstellers Honda. Es ist benannt nach dem Pacific Coast Highway in Kalifornien. Der interne Werkscode lautet RC 34. Von 1989 bis 1998 führte Honda die Pacific Coast im Programm. Ähnlich wie die Honda Gold Wing war sie von Honda Research America speziell für den amerikanischen Markt entwickelt worden.

## Konzept
Die Tourenmaschine war im Fahrzeugprogramm von Honda zwischen der NT 650 V Deauville (Zweizylinder, 650 cm³ Hubraum) und der Honda ST 1100 Pan European (Vierzylinder, 1100 bzw. neuerdings 1300 cm³) angesiedelt (es gab aber keine Bauzeitüberschneidung von Deauville und Pacific Coast). Zwei Personen finden bequem Platz auf ihr. Beiden erwähnten Modellen hat sie die sehr aufrechte Sitzhaltung (Kniewinkel 90 Grad oder mehr bei einem 1,85 m langen Fahrer) voraus. Der wassergekühlte Dreiventil-V2 entstammt der großen Motorenfamilie, die in den 1980ern mit der VT 500 vorgestellt wurde, und deren Derivate sich u. a. auch in Révere, NTV, Deauville, Africa Twin und Transalp als sehr zuverlässig erweisen. Außergewöhnlich im Motorradbau ist das Prinzip des aufklappbaren Kofferraumes, das sich sonst eher bei Motorrollern findet.
Während andere Motorrad-Modelle typischerweise mit rebellischen oder übertrieben maskulinen Motiven beworben werden, zielte das Marketing der Pacific Coast auf den amerikanischen „white-collar professional“ und erstmalige Motorradbesitzer. Im Zuge dieser Strategie wurden nahezu alle mechanischen Komponenten des Motorrads unter der Verkleidung versteckt und die Notwendigkeit von Wartungsarbeiten so weit wie möglich reduziert. Beispielsweise befindet sich die Einstellschraube für den Leerlauf in der Tankklappe, der Antrieb des Hinterrades erfolgt über einen wartungsarmen Kardanantrieb statt einer Kette und die Verwendung von Hydrostößeln, wodurch ein Einstellen des Ventilspiels nicht mehr nötig war. Außerdem sollten autoähnliche Instrumente, automatische Blinker und ein sehr guter Windschutz den Umstieg vom Auto aufs Motorrad erleichtern.
Wie andere Modelle, die von Honda Deutschland nicht angeboten werden, war die Maschine hier nur über freie Importeure zu erhalten. Zu sehen war das Modell anfangs nur in Frankreich und den Niederlanden. Die internationalen Verkaufszahlen befriedigten Honda nicht: Insgesamt wurden gerade einmal ca. 15.000 Stück verkauft. In Deutschland ging dieses „Anti-Naked-Bike“ Anfang der 1990er zu sehr am Zeitgeschmack der Motorradkundschaft vorbei. Aufgrund der geringen Nachfrage wurde sie 1998 ohne Nachfolger aus dem Programm genommen.

## Technik
Der flüssigkeitsgekühlte Zweizylindermotor erzeugt aus 800 cm³ Hubraum eine Nennleistung von 42 kW (57 PS) und ein maximales Drehmoment von 65,7 Nm bei einer Drehzahl von 5500 min−1. Der quer eingebaute V-Motor hat einen Zylinderwinkel von 45 Grad. Die zwei Zylinder haben eine Bohrung von 79,5 mm Durchmesser, die Kolben einen Hub von 80,6 mm.
- Reifen vorne:  120/80-17
- Reifen hinten: 140/80-15
- Bremse: vorne Doppelscheibe / hinten Trommelbremse
- Gewicht (trocken/voll): 262 / 278 kg
- Tankinhalt: 16 l
- Verbrauch:  5,6 Liter auf 100 km
- Kraftstoff: Normalbenzin (ROZ 91)

## Kritik
„Das Design der PC 800 wirkt vorn wie das einer Pan European, von der Seite erinnert es an eine Gold Wing, und das Heck könnte vom Luxusroller Helix stammen. Alles an der Pacific Coast ist hinter Plastik versteckt, sogar der Lenker kleidet sich in eine dicke, eckige Kunststoffhülle. […] Das Fahrwerk ist komfortabel abgestimmt, allerdings eine Spur zu lasch gedämpft. Das macht sich vor allem in welligen Kurven bemerkbar. Hier schlingert die PC 800 leicht um die Hochachse. Auch der Geradeauslauf ist nicht ohne Fehl und Tadel: Die amerikanische Honda wirkt ein wenig unruhig, ohne jedoch bedenklich ins Pendeln zu geraten.“